# وايانا (هاواي)
وايانا (هاواي) (بالإنجليزية: Waiʻanae)‏ هو مكان مخصص للتعداد السكاني في مقاطعة هونولولو، هاواي، الولايات المتحدة.